# Aspergilóza

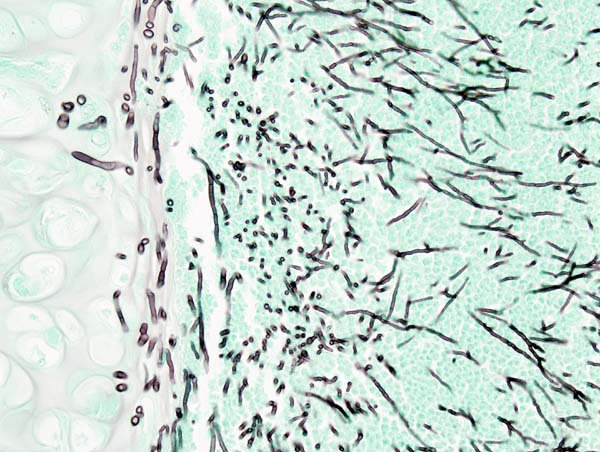
Nález invazivní aspergilózy v plicích

Aspergilóza je infekční onemocnění způsobené houbou rodu Aspergillus. Aspergillus je oportunní patogen, tzn. aspergilóza se vyskytuje téměř výhradně u jedinců s oslabenou imunitou (imunosuprimovaných). Nákaza je převážně vdechnutím.

## Formy
- U imunosuprimovaných jedinců se jedná obvykle o invazivní aspergilózu, při níž jsou postiženy plíce (nekrotizující pneumonie), srdce, mozek i další orgány.
- Aspergilom je stav, při němž Aspergillus kolonizuje již existující dutiny, jako jsou paranasální siny, bronchiektázie v plicích, tuberkulózní kaverny atd.
- U imunokompetentních jedinců může vzniknout alergická bronchopulmonální aspergilóza. Jedná se o alergickou reakci na Aspergillus, například u pacientů s astmatem.